# Cornelia Klinger
Cornelia Klinger (geb. 1953 in Leipzig) ist eine international anerkannte Philosophin und außerplanmäßige Professorin für Philosophie an der Eberhard-Karls-Universität Tübingen. Ihre Arbeitsschwerpunkte sind Politische Philosophie, Gesellschaftstheorie und Kulturphilosophie. Klinger hat die feministische Philosophie in Deutschland entscheidend mitgeprägt.

## Leben und Werk

II. Symposium der Internationalen Assoziation von Philosophinnen Oktober 1982, Universität Zürich (3. v. l.: Cornelia Klinger; Mitte: E. Walesca Tielsch)

Cornelia Klinger studierte von 1972 bis 1978 Philosophie, Literaturwissenschaft und Kunstgeschichte in Köln. Anschließend war sie bis 1983 als Wissenschaftliche Mitarbeiterin am Institut für deutsche Sprache und Literatur der Universität Köln tätig. 1981 promovierte sie zum Dr. phil. mit einer Arbeit über Die politische Funktion der transzendentalphilosophischen Theorie der Freiheit.
Von 1983 bis 2014 war sie als Permanent Fellow (Ständiges Wissenschaftliches Mitglied) am Institut für die Wissenschaften vom Menschen (IWM) in Wien, Österreich, tätig, unter anderem als Leiterin des IWM-Programms Quellen der Ungleichheit. 2013–2014 war sie Amtierende Rektorin am IWM, gemeinsam mit dem US-amerikanischen Philosophen Michael J. Sandel. Klingers Lehraufträge und Gastprofessuren führten sie an die Universitäten Wien, Zürich, Bielefeld, Frankfurt, Klagenfurt, Innsbruck, Tübingen, München, Luzern und Berlin.
1992 habilitierte sie sich an der Eberhard-Karls-Universität Tübingen mit einer Studie über Ästhetische Modernität und ‘Wiederverzauberung der Welt’. Der Ort der Romantik im Prozess der Moderne. Seit 1993 führt sie eine Privatdozentur, ab 2003 arbeitet sie als außerplanmäßige Professorin für Philosophie an der Universität Tübingen. Seit 2015 lebt und arbeitet Klinger in Hamburg als Privatgelehrte.
2013 verlieh das Österreichische Kanzleramt den Frauen-Lebenswerk-Preis (Käthe-Leichter-Preis) 2013 an Cornelia Klinger.

## Bücher
- Die andere Seite der Liebe. Das Prinzip Lebenssorge in der Moderne. Campus Verlag, Frankfurt am Main 2024, ISBN 978-3-593-50805-4.
- Geld oder Leben – Sorge und Sorgearbeit im Kapitalismus (mit Brigitte Aulenbacher und Tine Haubner). Beltz Verlag, Weinheim / Basel 2023, ISBN 978-3-7799-6071-3.
- Blindheit und Hellsichtigkeit: Künstlerkritik an Politik und Gesellschaft der Gegenwart. De Gruyter Akademie Forschung, Berlin 2014, ISBN 978-3-05-005230-4.
- Die Erfindung des Subjekts. Suhrkamp Verlag, Frankfurt 2013, ISBN 978-3-518-29330-0.
- Perspektiven des Todes in der modernen Gesellschaft. Hrsg. von Cornelia Klinger. Brill Fink Verlag, München 2009, ISBN 978-3-205-78305-3.
- Achsen der Ungleichheit. Zum Verhältnis von Klasse, Geschlecht und Ethnizität. Hrsg. von Cornelia Klinger, Gudrun Axeli-Knapp. Campus Verlag, Frankfurt am Main 2007, ISBN 978-3-593-38476-4.
- Das Jahrhundert der Avantgarden. Hrsg. von Cornalia Klinger, Wolfgang Müller-Funk. Brill Fink Verlag, München 2004, ISBN 3-7705-3821-8.
- Über-Kreuzungen: Fremdheit, Ungleichheit, Differenz. Hrsg. von Cornelia Klinger, Gudrun Axeli-Knapp. Verlag Westfälisches Dampfboot, Münster 2008, ISBN 978-3-89691-223-7.
- Continental Philosophy in Feminist Perspective: Re-Reading the Canon in German. Hrsg. Cornelia Klinger und Herta Nagl-Docekal. Penn State University Press 2000, ISBN 0-271-01964-6.
- Identitätskrise und Surrogatidentitäten. Zur Wiederkehr einer romantischen Konstellation. Hrsg. Cornelia Klinger und Ruthard Stäblein. Campus Verlag, Frankfurt am Main 1989, ISBN 3-593-34103-4.
- Flucht - Trost - Revolte. Die Moderne und ihre ästhetischen Gegenwelten. Carl Hanser Verlag, München 1995, ISBN 3-446-18056-7.

## Aufsätze (Auswahl)
- Eins zu Zwei … Zu Viel. Grenzziehung als fatale Strategie zur Überwindung von Ambiguität im westlichen Denken. In: Ambige Verhältnisse. Uneindeutigkeit in Kunst, Politik und Alltag. Hrsg. v. Verena Krieger, Michael Lüthy, Andrea Meyer-Fraatz, Bernhard Groß. transcript, Bielefeld Mai 2021.
- Das integrale Patriarchat. Personale Herrschaft in Politik, Wirtschaft und Gesellschaft des Alten Europa. In: Transkulturelle Annäherungen an Phänomene von Macht und Herrschaft. Geschlechterdimensionen und Spannungsfelder. Hrsg. v. Matthias Becher (Macht und Herrschaft 12), V&R unipress, Göttingen 2019, University Press, Bonn 2019, ISBN 978-3-8471-1086-6.
- Was ist schlecht am alten und am neuen Patriarchat? Nichts Oder: Alles! In: Wespennest. Zeitschrift für brauchbare Texte und Bilder. Mai 2020.
- Weder eine bürgerliche Ehe noch eine perverse Wahlverwandtschaft. Von Liberalismus und Frauenbewegung zu Neoliberalismus und Postfeminismus. In: Karsten Fischer, Sebastian Huhnholz (Hrsg.): Liberalismus: Traditionsbestände und Gegenwartskontroversen. Nomos, Baden-Baden 2019.
- Liebe ohne Sorge - Sorge ohne Liebe? Soziologische Theorien zu Ausdifferenzierungsprozessen der Moderne im Anwendungsfall auf ihr Randgebiet. In: Julia Böcker, Anna Henkel, Simon Moebius (Hrsg.): Die Liebe der Soziologie. Festschrift für Günter Burkart. Pro Business, Berlin 2019.
- Stichwort "Dualismenbildungen". In: Handbuch interdisziplinäre Geschlechterforschung. Hrsg. v. Beate Kortendiek, Birgit Riegraf, Katja Sabisch. Springer, Wiesbaden 2019.
- Stichworte Geschlecht, Geschlechtertheorie, Weibliche Kultur. In: Hans-Peter Müller, Tilman Reitz (Hrsg.): Simmel-Handbuch - Begriffe. suhrkamp, Hauptwerke, Aktualität. Berlin 2018.
- The selfie – oder das Selbst in seinem Welt-Bild. In: Thomas Fuchs, Lukas Iwer, Stefano Micali (Hrsg.): Das überforderte Subjekt. Zeitdiagnosen einer beschleunigten Gesellschaft. suhrkamp (stw 2252), Berlin 2018.
- An Essay on Life, Care and Death in the „Brave New World“ After „1984“. In: Equality, Diversity and Inclusion. An International Journal, Vol. 37/4: Care and Care Work – A Question of Economy, Justice and Democracy. Emerald Publishing UK, 2018.
- Serfdom – (Lost) Love’s Labor – Service Industries: Services from Feudal Times to Late Capitalism. In: Klaus Dörre, Nicole Mayer-Ahuja, Dieter Sauer, Volker Wittke (Hrsg.): Capitalism and Labor. Towards Critical Perspectives. Campus, Frankfurt / New York 2018.
- Viel erreicht und nicht(s) gewonnen? Gleichheit und Differenz zwischen Mainstreaming und Diversity. In: Günter, Manuela, Keck, Annette (Hrsg.): Kulturwissenschaftliche Perspektiven der Gender Studies. Kadmos Kulturverlag, Berlin 2018.
- Freiheit und Gleichheit der Personen - Unfreiheit und Ungleichheit in personalen Beziehungen. In: Magnus Schlette (Hrsg.): Ist Selbstverwirklichung institutionalisierbar? Axel Honneths Freiheitstheorie in der Diskussion. Campus, Frankfurt 2018.
- Stalins Tod. Ignoble Care oder: Leben und Sterben in einer postpatriarchalen Gesellschaft. In: Brigitte Bargetz, Eva Kreisky, Gundula Ludwig (Hrsg.): Dauerkämpfe. Feministische Zeitdiagnosen und Strategien. Campus, Frankfurt 2017.
- Von Gelegenheitsfenstern und Fallstricken beim Umbau von Luftschlössern – Frauen in Gesellschaft und Wissenschaft im neoliberalen ‚Wandel‘. In: Feministische Studien. 1/2017.
- Zwischen Gleichheit und Gerechtigkeit. Stehen die Ideen von Aufklärung und Revolution im Neoliberalismus zur Disposition? In: Brigitte Aulenbacher, Maria Dammayr, Klaus Dörre, Wolfgang Menz, Birgit Riegraf, Harald Wolf (Hrsg.): Leistung und Gerechtigkeit. Das umstrittene Versprechen des Kapitalismus. Beltz Juventa, Weinheim / Basel 2017.
- ‚schön denken …‘ Herders Plan zu einer Frauenzimmer-Ästhetik. In: Dieter Hüning, Gideon Stiening, Violetta Stolz (Hrsg.): Herder und die klassische Deutsche Philosophie. Festschrift für Marion Heinz. (problemata frommann-holzboog 157). Frommann-Holzboog, Stuttgart 2016.
- Leben?! Zwischen Lebensführung und Lebenssorge. In: Erika Alleweldt, Anja Röcke, Jochen Steinbicker (Hrsg.): Lebensführung heute: Klasse, Bildung, Individualität. Beltz Juventa, Weinheim/Basel 2016.
- Interior Spaces and Other Playgrounds of Inwardness. In: August Sarnitz, Inge Scholz-Strasser (Hrsg.): Private Utopia: Cultural Setting of the Interior in the 19th and 20th Century. de Gruyter, Berlin/Boston 2015.
- Für einen Kurswechsel in der Intersektionalitätsdebatte (2012)[8].
- Zwischen Auflösung und Verfestigung: Zur Transformation des Begriffs Kultur im Prozess von Globalisierung. In: Christina von Braun, Ulrike Brunotte, Gabriele Dietze, Daniela Hrzan, Gabriele Jähnert, Dagmar Pruin, im Auftrag des Zentrums für transdisziplinäre Geschlechterstudien der Humboldt-Universität zu Berlin (Hrsg.): ‚Gotteskrieg‘ und Geschlecht - ‚Holy War‘ and Gender. Gewaltdiskurse in der Religion - Violence in Religious Discourses. LIT Verlag, Münster 2006, ISBN 3-8258-8109-1.
- Das Projekt der Aufklärung und der Prozess der Moderne. Zusammenhänge und Widersprüche. In: Helmut Reinalter (Hrsg.): Aufklärungsprozesse seit dem 18. Jahrhundert. Königshausen & Neumann 2006, ISBN 3-8260-3114-8.
- Utopie und/oder Illusion? Eine Erinnerung an den Feminismus und andere dirty words. In: Dorothea Lüdke, Anita Runge, Mechthild Koreuber (Hrsg.): Kompetenz und/oder Zuständigkeit. Zum Verhältnis von Geschlechtertheorie und Gleichstellungspraxis. Verlag für Sozialwissenschaften, Wiesbaden 2005.
- Feministische Theorie zwischen Lektüre und Kritik des philosophischen Kanons. In: Hadumod Bußmann, Renate Hof (Hrsg.): Genus. Gender Studies in den Kultur- und Sozialwissenschaften. Ein Handbuch. Kröner Verlag, Stuttgart 2005.
- Erinnerungen an Georges Orwells "1984". In: Transit. Europäische Revue. 28/Winter 2004/05.
- 1800 - eine Epochenschwelle im Geschlechterverhältnis? In: Katharina Rennhak, Virginia Richter (Hrsg.): Zwischen Revolution und Emanzipation. Geschlechterordnungen in Europa um 1800. Böhlau, Köln/Wien 2004.
- Macht - Herrschaft - Gewalt. In: Sieglinde Rosenberger, Birgit Sauer (Hrsg.): Politikwissenschaft und Geschlecht. Konzepte-Verknüpfungen-Perspektiven. UTB/WUV, München/Wien 2004.
- From Freedom without Choice to Choice without Freedom: The Trajectory of the Modern Subject. In: Constellations. 11/1, März 2004.
- Die Dialektik der Aufklärung im Geschlechterverhältnis. In: Sonja Asal, Johannes Rohbeck (Hrsg.): Aufklärung und Aufklärungskritik in Frankreich. Selbstdeutungen des 18. Jahrhunderts im Spiegel der Zeitgenossen. Berliner Wissenschafts-Verlag 2003.
- Inklusion und Exklusion. Das Konzept Mensch zwischen Universialitätsanspruch und Ausschluss-Strategien. In: Freiburger FrauenStudien. Zeitschrift für interdisziplinäre Frauenforschung. Band 12: Dimensionen Gender Studies I. Jos Fritz Verlag, Freiburg 2003.
- "... car je ne tends qu’à connaître mon néant ..." oder: Die verlorene Einsamkeit der Philosophie. In: Deutsche Zeitschrift für Philosophie 5/2002. PDF-Dokument
- Corpus Christi, Lenins Leiche und der Geist des Novalis oder: Die Sichtbarkeit des Staates. Über ästhetische Repräsentationsprobleme demokratischer Gesellschaften. Überarbeitete Fassung In: Hans Belting, Dietmar Kamper, Martin Schulz (Hrsg.): Quel Corps. Fink, München 2002.
- Die Kategorie Geschlecht zwischen Natur, Kultur und Gesellschaft. In: Urte Helduser, Thomas Schwietring (Hrsg.): Kultur und ihre Wissenschaft. Beiträge zu einem reflexiven Verhältnis. Konstanzer Universitätsverlag 2002.
- Handbuchartikel: modern / Moderne / Modernismus. In: Historisches Wörterbuch ästhetischer Grundbegriffe. Bd. 4. Karlheinz Barck, Martin Fontius, Dieter Schlenstedt et al. (Hrsg.). Metzler Verlag, Stuttgart 2002.
- The subject of politics - The politics of the subject. In: Okwui Enwezor, Carlos Basualdo, Ute Meta Bauer et al. (Hrsg.): Democracy Unrealized. Documenta 11_Platform 1. Hatje Cantz, Ostfildern 2002 (deutsch und englisch).
- Gleichheit und Differenz. Von alten Sackgassen zu neuen Wegen. In: Transit. Europäische Revue 21/2001.
- Wann war Moderne - wo war Moderne? Überlegungen zur Datierungsproblematik von Moderne im Lichte ihres möglichen Endes. In: Moderne als Konstruktion. Debatten, Diskurse, Positionen um 1900 (= Studien zur Moderne. 14). Hrsg.v. Antje Senarclens de Grancy, Heidemarie Uhl. Passagen Verlag, Wien 2001.
- Die Ordnung der Geschlechter und die Ambivalenz der Moderne. In: Das Geschlecht der Zukunft. Zwischen Frauenemanzipation und Geschlechtervielfalt. Hrsg.v. Sybille Becker, Gesine Kleinschmidt, Ilona Nord, Gury Schneider-Ludorff. Kohlhammer, Stuttgart 2000. PDF-Dokument
- Auf dem Weg ins utopielose Jahrhundert. In: Transit. Europäische Revue 19/2000
- Über einige Verschiebungen im Verhältnis von Ethik und Ästhetik in der Gegenwart. In: Karlheinz Barck, Richard Faber (Hrsg.): Ästhetik des Politischen - Politik des Ästhetischen. Königshausen & Neumann, Würzburg 1999.
- "O happiness! Our being's end and aim".Vom Schwierig-Werden der Frage des Glücks in einer Zeit ohne Sinn und Ziel. In: L’Homme. Zeitschrift für feministische Geschichtswissenschaft. 10. Jg. Heft 2/1999.
- On Some Contradictions between Enlightenment and Modernization. In: Europe after: A Culture in Crisis? Ed. by Elemér Hankiss. Center for German and European Studies, Washington 1999, 1989.
- Dialektik der Romantik. In: Intervalle 4: Die Modernität der Romantik. Zur Wiederkehr des Ungleichen (= Schriften zur Kulturforschung), hrsg. v. Urte Helduser, Johannes Weiß. Kassel University Press, 1999.
- Philosophie und Geschlechter. In: Enzyklopädie der Philosophie. Hrsg. v. Hans Jörg Sandkühler, Hamburg 1999.
- Zwischen sinnlichem Symbol und reiner Materie. Das Kunstwerk in einer nachmetaphysischen Welt. In: Im Rausch der Sinne. Kunst zwischen Animation und Askese. Hrsg. v. Konrad Paul Liessmann. Zsolnay Verlag, Wien 1999.
- Essentialismus, Universalismus und feministische Politik. In: Frauenforschung, feministische Forschung, Gender Studies: Entwicklungen und Perspektiven. Hrsg. v. Christina Lutter, Elisabeth Menasse-Wiesbauer, Bundesministerium für Wissenschaft und Verkehr, Wien 1999.
- "Für den Staat ist das Weib die Nacht." Die Ordnung der Geschlechter und ihr Verhältnis zur Politik. In: Zeitschrift für Frauenforschung. Sonderheft 2/1999: Philosophie. Politik und Geschlecht. Probleme feministischer Theoriebildung. Wieder in: Geschlechterdifferenz. Texte, Theorien, Positionen. Hrsg.v. Doris Ruhe. Königshausen & Neumann, Würzburg 2000.
- Artikel: Gender Studies. In: Lexikon der westlichen Philosophie der Gegenwart. Hrsg.v. V.S. Malachov, V.P. Philatov. Moskau 1998.
- Von der Kritik an der "Ästhetischen Ideologie" über "cunt art" und "écriture féminine" zum Diskussionsstand einer feministischen Diskussion heute. In: Deutsche Zeitschrift für Philosophie, 5/1999.
- Feministische Philosophie als Dekonstruktion und Kritische Theorie. Einige abstrakte und spekulative Überlegungen. In: Kurskorrekturen. Feministisches Denken zwischen Kritischer Theorie und Postmoderne. Hrsg. v. Gudrun-Axeli Knapp. Campus Verlag, Frankfurt 1998.
- Handbuchartikel: "Novalis", "Friedrich Schlegel", "K.W.F. Solger", "J. G. Sulzer". In: Ästhetik und Kunstphilosophie in Einzeldarstellungen von der Antike bis zur Gegenwart. Hrsg. v. Julian Nida-Rümelin, Monika Betzler. Kröner Verlag, Stuttgart 1998.
- Essentialism, Universalism, and Feminist Politics. In: Constellations. An International Journal of Critical and Democratic Theory. 5/3 September 1998.
- Feministische Philosophie. In: Handbuch der philosophischen Disziplinen. Hrsg. v. Annemarie Pieper. reclam, Leipzig 1998.
- Liberalismus - Marxismus - Postmoderne. Der Feminismus und seine glücklichen oder unglücklichen „Ehen“ mit verschiedenen Theorieströmungen im 20. Jahrhundert. In: Geschlechterverhältnisse im Kontext politischer Transformation. Politische Vierteljahresschrift. Sonderheft 28/1997. Hrsg. v. Eva Kreisky, Birgit Sauer. Wieder in: Kritische Differenzen - geteilte Perspektiven. Zum Verhältnis von Postmoderne und Feminismus. Hrsg. v. Antje Hornscheidt, Annette Schlichter, Gabriele Jähnert. Westdeutscher Verlag, Opladen 1998. In russischer Übersetzung in der Zeitschrift Gender Studies 1/1998 Kharkov Center for Gender Studies.
- Das Buch der Natur wird unlesbar. Zur Trennung von wissenschaftlichem und ästhetischem Naturbegriff in der Moderne. In: Gian Franco Frigo, Paola Giacomoni, Wolfgang Müller-Funk (Hrsg.): Pensare la natura. Dal Romanticismo all'ecologia. Edizioni Guerini, Milano 1998.
- Handbuchartikel: Aesthetics. In: The Blackwell Companion to Feminist Philosophy. Ed. by Alison Jaggar, Iris Young. Blackwell Companions to Philosophy 13. Oxford 1997.
- Die Politik der Bewegung zwischen Gesellschaft und Natur. Über alte und neue Herausforderungen an den Begriff des Politischen. In: Transit. Europäische Revue 14/1997.
- Über Freiheit und Glück. In: Die Philosophie und die Frage nach dem Glück. Hrsg. v. Emil Angehrn, Bernard Baertschi. Studia philosophica 56/1997.
- Der Diskurs der modernen Wissenschaften und die gesellschaftliche Ungleichheit der Geschlechter. In: Wissenschaft und Verantwortlichkeit 1996: Die Wissenschaft - eine Gefahr für die Welt. Hrsg. v. Heinz Barta, Elisabeth Grabner-Niel. WUV-Universitäts-Verlag, Wien 1996.
- Private Freiheiten - öffentliche Ordnung. Triumph und Dilemma einer modernen Denkfigur. In: Demokratie am Wendepunkt. Die demokratische Frage als Projekt des 21. Jahrhunderts. Hrsg.v. Werner Weidenfeld. Siedler Verlag, Berlin 1996.
- The Concepts of the Sublime and the Beautiful in Kant and Lyotard. In: Constellations Vol. 2, no. 2, Oktober 1995. Wieder in: Feminist Interpretations of Immanuel Kant. Ed. by Robin May Schott. University Park: The Pennsylvania State University Press, 1997.
- Über neuere Tendenzen in der Theorie der Geschlechterdifferenz. In: Deutsche Zeitschrift für Philosophie 5/1995.
- Zwei Schritte vorwärts, einer zurück und ein vierter darüber hinaus. Die Etappen feministischer Auseinandersetzung mit der Philosophie. In: Die Philosophin. Forum für feministische Theorie und Philosophie. 6. Jg. Heft 12, Oktober 1995.
- Beredtes Schweigen und verschwiegenes Sprechen: Genus im Diskurs der Philosophie. In: Genus. Zur Geschlechterdifferenz in den Kulturwissenschaften. Hrsg.v. Hadumod Bußmann, Renate Hof. Kröner Verlag, Stuttgart 1995.
- Die politische Theoriediskussion der Gegenwart in einer feministischen Perspektive. In: Schweizerisches Jahrbuch für politische Wissenschaft. Genf 1994.
- Eine Fallstudie zum Thema postmoderne Philosophie der Weiblichkeit: Jacques Derrida: Sporen. Die Stile Nietzsches. In: Theorie – Geschlecht - Fiktion. Hrsg. v. Nathalie Amstutz, Martina Kuoni (Stroemfeld / Nexus), Frankfurt/Basel 1994.
- Ein Streit, der keiner ist? Zur Debatte zwischen Liberalen und Kommunitaristen in den USA. In: Transit. Europäische Revue 7/1994.
- Romantik und Neue Soziale Bewegungen. In: Athenäum. Jahrbuch für Romantik. Hrsg. v. Ernst Behler, Jochen Hörisch, Günter Oesterle. 3. Jg. Schöningh Verlag, Paderborn 1993.
- Was ist und zu welchem Ende betreibt man feministische Philosophie? In: Feministische Perspektiven in der Wissenschaft. Hrsg. v. Lynn Blattmann, Annette Kreis-Schinck, Brigitte Liebig, Kathrin Schafroth (Zürcher Hochschulforum. Bd. 21). Verlag d. Fachvereine, Zürich 1993.
- Faschismus - der deutsche Fundamentalismus? In: Merkur. Deutsche Zeitschrift für europäisches Denken. Heft 522, Sept./Okt. 1992.
- Romantik und Feminismus. Zu Geschichte und Aktualität ihrer Beziehung. In: Feministische Vernunftkritik. Ansätze und Traditionen. Hrsg. v. Ilona Ostner, Klaus Lichtblau. Campus Verlag, Frankfurt 1992.
- Erkenntnistheoretische Positionen und Probleme der Frauenforschung. In: Wie es ihr gefällt. Künste, Wissenschaft und alles andere. Hrsg. v. Silvia Henke und Sabina Mohler. (Kore) Freiburg 1991. In russischer Übersetzung in: Pol - gender - kul'tura 2. Nemeckie i russkie issledovanija (Geschlecht - Gender - Kultur 2. Deutsche und russische Forschung). Hrsg. v. Elizabet Sore, Karolin Chajder. Verlag der Russischen Humanitären Universität, Moskau 2000.
- Die Französische Revolution und die Frauen. In: Persönliche Freiheit/Liberté de la personne. Studia philosophica Vol. 49/1990. Hrsg. v. Helmut Holzhey, Jean-Pierre Leyvraz. Paul Haupt Verlag, Bern/Stuttgart 1990.
- Ästhetik als Philosophie - Ästhetik als Kunsttheorie. In: Früher Idealismus und Frühromantik. Der Streit um die Grundlagen der Ästhetik (1795–1805). (= Philosophisch-literarische Streitsachen. I). Hrsg. v. Walter Jaeschke, Helmut Holzhey. Meiner Verlag, Hamburg 1990.
- Unzeitgemäßes Plädoyer für die Aufklärung. In: Vater Staat und seine Frauen (= Beiträge zur politischen Theorie. Bd. 1). Hrsg. v. Barbara Schaeffer-Hegel. Centaurus Verlag, Pfaffenweiler 1990.
- Welche Gleichheit und welche Differenz? In: Differenz und Gleichheit. Menschenrechte haben (k)ein Geschlecht. Hrsg. v. Ute Gerhard, Mechthild Jansen, Andrea Maihofer u. a. Ulrike Helmer Verlag, Frankfurt 1990.
- Bis hierher und wie weiter? Überlegungen zur feministischen Wissenschafts- und Rationalitätskritik. In: Wege aus der männlichen Wissenschaft. Perspektiven feministischer Erkenntnistheorie. Hrsg.v. Marianne Krüll. Centaurus Verlag, Pfaffenweiler 1990.
- Die Frau von morgen - aus der Sicht von gestern und heute. In: Vor der Jahrtausendwende. Berichte zur Lage der Zukunft. Bd. 2. Hrsg. v. Peter Sloterdijk. Suhrkamp Verlag, Frankfurt 1990.
- Frau - Landschaft - Kunstwerk. Gegenwelten oder Reservoire des Patriarchats? In: Feministische Philosophie (= Wiener Reihe zur Philosophie. Bd. 4). Hrsg. v. Herta NaglDocekal. Oldenbourg Verlag, München/Wien 1990. Wiederabgedruckt in: Das Weib existiert nicht für sich. Geschlechterbeziehungen in der bürgerlichen Gesellschaft. Hrsg.v. Edith Saurer und Heide Dienst. Verlag für Gesellschaftskritik, Wien 1990.
- Das Bild der Frau in der patriarchalen Philosophiegeschichte. Eine Auswahlbibliographie. In: Feministische Philosophie. (= Wiener Reihe zur Philosophie. Bd. 4). Hrsg. v. Herta Nagl-Docekal. Oldenbourg Verlag, München/Wien 1990.
- Philosophie - Ein Erwiderung (auf Christoph Türcke). In: Merkur. Deutsche Zeitschrift für europäisches Denken. Heft 492, Februar 1990.
- Radikalfeminismus, Science Fiction und das Verhältnis zur Natur. In: Zukunft gibt’s die? Feministische Visionen für die neunziger Jahre. Hrsg. v. Karen Nölle-Fischer. München (Verlag Frauenoffensive) 1989. Wiederabgedruckt in: Women in Search for Literary Space. Hrsg. v. Gudrun M. Grabher, Maureen Devine (= AAA Arbeiten aus Anglistik und Amerikanistik, Buchreihe). Gunter Narr Verlag, Tübingen 1991.
- Die Idee einer Neuen Mythologie. Zur Verhältnisbestimmung von Ästhetik und Politik in der deutschen Romantik. In: Identitätskrisen und Surrogatidentitäten. Zur Wiederkehr einer romantischen Konstellation. Hrsg. v. Cornelia Klinger, Ruthard Stäblein. Campus Verlag, Frankfurt 1989.
- Georg Simmels "Weibliche Kultur" wiedergelesen - aus Anlaß des Nachdenkens über feministische Rationalitätskritik. In: Studia philosophica. Vol. 47/1988. Hrsg.v. Helmut Holzhey, Jean-Pierre Leyvraz. Paul Haupt Verlag, Bern/Stuttgart 1988.
- Andere Leiden - andere Kämpfe. Zu einem andersartigen Verständnis von Differenz im Feminismus. In: Kommune. Forum für Politik, Ökonomie, Kultur. 6. Jg., Nr. 9/1988. Italienische Übersetzung: Altre sofferenze - altre lotte. Sul difficile farsi storia del rapporto tra i sessi. In: Reti. Pratiche e saperi di donne 2/1989.
- Abschied von der Emanzipationslogik? Die Gründe ihn zu fordern, zu feiern oder zu fürchten. In: Kommune. Forum für Politik, Ökonomie, Kultur. 6. Jg., Nr. 1/1988. Wiederabgedruckt in: Autonome Frauen. Schlüsseltexte der Neuen Frauenbewegung seit 1968. Hrsg. v. Ann Anders. Athenäum, Frankfurt 1988.
- Der Aufstieg der Frauenbewegung zum Paradigma der Neuen Sozialen Bewegungen. Chancen und Risiken für den Feminismus. In: Widerstand im Rechtsstaat. Für die Schweizerische Akademie der Geisteswissenschaften hrsg. v. Peter Saladin, Beat Sitter. Universitätsverlag, Freiburg/Schweiz 1988.
- Über den Antifeminismus von Frauen. In: Österreichische Zeitschrift für Politikwissenschaft 4/1987.
- Im Widerstreit. Die Frauenbewegung zwischen egalitären und dualistischen Positionen. In: Die andere Hälfte der Gesellschaft. Österreichischer Soziologentag 1985. Hrsg. v. Lilo Unterkircher, Ina Wagner. ÖGB-Verlag, Wien 1987.
- Deja-vu oder die Frage nach den Emanzipationsstrategien im Vergleich zwischen der ersten und der zweiten Frauenbewegung. In: Kommune. Forum für Politik, Ökonomie, Kultur. 6. Jg., Nr. 12/1986. Wiederabgedruckt in: Im eigenen Namen - auf eigene Rechnung. Vom Recht der Frauen auf Arbeit, Name und Sexualität. Hrsg. v. Marlies Meyer. (Grüne Bildungswerkstatt) Wien 1990. Schwedische Übersetzung: Likhet eller särart? Feministiska frigörelsestrategier déjà-vu. In: häften för Kritiska Studier 3/93.
- Modernisierungsorientiertes oder traditionsorientiertes Emanzipationskonzept? Zwei Befreiungsbewegungen - ein Dilemma. In: Was Philosophinnen denken. II. Hrsg. v. Manon Andreas-Grisebach, Brigitte Weisshaupt. Ammann Verlag, Zürich 1987.
- Das Bild der Frau in der Philosophie und die Reflexion von Frauen auf die Philosophie. In: Wie männlich ist die Wissenschaft. Hrsg. v. Karin Hausen, Helga Nowotny. Suhrkamp, Frankfurt 1986. Ungarische Übersetzung mit einem neuen Nachwort: Mennyire férias a tudomány? A No Képe a Filosófiában és a nok Filózfiaképe. In: 2000 Irodalmi és tárdsamdalmi havilap 1998.
- Gleichberechtigung - Emanzipation - Befreiung. In: Jahrbuch der Internationalen Assoziation von Philosophinnen I. Hrsg. v. Manon Maren-Grisebach, Ursula Menzer. Mainz 1982.

## Auszeichnungen
- Frauen-Lebenswerk-Preis (Käthe-Leichter-Preis) 2013 des Österreichischen Kanzleramts[6][7]